# 동수 (고구려)
동수(冬壽, 289년~357년)는 전연 출신의 고구려인으로, 안악 3호분이 그의 묘로 추정된다.

## 생애
전연의 모용인의 부하였던 그는 336년에 모용인이 동생 모용황에게 패하자 곽충과 함께 고구려로 망명했다.
고구려에서의 정확한 지위는 알 수 없으나 그의 묘로 추정되는 안악 3호분에는 ‘사지절 도독 제군사 평동장군 호무이교위 낙랑상 창려현토대방태수 도향후(使持節都督諸軍事平東將軍護撫夷校尉樂浪相昌黎玄菟帶方太守都鄕侯)’라는 관직을 지냈다고 기록되어 있다.